# D.N.A (Aぇ! groupのアルバム)
『D.N.A』（ディー・エヌ・エー）は、日本のアイドルグループ・Aぇ! groupの1作目のアルバム。グループ結成記念日である2025年2月18日にユニバーサルミュージックより発売された。

## 概要
本作のリリースは2024年12月13日に発表され、同日に公式YouTubeでグループのこれまでの軌跡を「Aぇ! group A.N.D」という言葉でつないだティザー映像が公開され、映像の最後で「A.N.D」がアルバムタイトルの『D.N.A』に切り替わり、アルバム情報が告知された。グループのふり幅がわかるようなバラエティに富んだ楽曲が集められており、メンバーは「Aぇ! groupのことが細胞、遺伝子レベルで大好きになれるようなアルバム」であると述べている。
リード曲「Hello」はストリングスやギターが鳴り響く、疾走感のある楽曲。「大切な人と前に進む決意」が歌われており、〈才能だって足りなくて それでも諦めたくなくて 名前を呼ぶ その声に 手を引かれ走ってきたんだ〉といった、これまでのグループを表すような歌詞も含まれている。12月18日にはジャケットにも使用されている爽やかな青を基調とした本作のアートワークの撮影風景で構成されたリリックビデオが公開され、YouTube急上昇ランキングで上位にランクインし話題になった。12月20日からは、ハッシュタグ「#Helloわたしの思い」をつけて、楽曲に乗せた動画や写真を投稿するTikTok投稿キャンペーンがスタートした。ファンの前では12月31日にYouTube生配信「Aぇ! group 【年越し生配信】 #あけおめAぇ 2024→2025」のラストで楽曲が初披露され、1月7日には涌井嶺が監督を務めるMVが同じくYouTubeでゲリラ公開された。アグレッシブなダンスシーンで構成されていた「《A》BEGINNING」や「Gotta Be」とは違い、ふとした日常の中で"A"を見つけ、笑顔を取り戻して前進していくというストーリー仕立ての映像となっており、MV各所に“隠れA”が散りばめられている。また、このMVの公開を記念して身の回りにある"A"に見えるものを募集する「#Aに見える説」キャンペーンもスタート。そしてこのキャンペーンの集大成として、札幌のさっぽろテレビ塔、東京の東京タワー、愛知の中部電力 MIRAI TOWER、兵庫の神戸ポートタワー、福岡の福岡タワーが2月18日午後6時以降順次点灯し、メンバーカラーの赤・黄・青・紫・緑に染める“タワージャック”が企画され、2月18日には「1stアルバム『D.N.A』発売記念 タワー点灯式」にメンバーが登場して点灯式も行われた。
1月28日20:00ごろから公式TikTokアカウントにてTikTok LIVEが配信され、本作に収録される全14曲のサビ部分が初公開された。また、発売日である2月18日20:00からはYouTube生配信が行われた。
本作を引っ提げ、2025年2月28日から全国7都市30公演のアリーナツアー「Aぇ! group LIVE TOUR 2025 D.N.A」が開催される。

## リリース
初回限定盤A（CD+Blu-ray/DVD）・初回限定盤B（CD+Blu-ray/DVD）・通常盤（CDのみ）の3形態でリリース。
先着外付け特典
- 初回限定盤A - クリアファイル（全員集合写真/A5サイズ）
- 初回限定盤B - フォンタブ（全員集合写真）
- 通常盤 - ステッカーシート（全員集合写真+メンバーソロ写真+α/A4サイズ）

封入特典
それぞれの形態のCDケース付属の帯裏に個別のシリアルナンバーが記載されており、期間限定の形態別動画が視聴可能（視聴期間：2025年2月17日10:00 - 3月31日18:00）。
- 初回限定盤A - 期間限定視聴動画A「Recording Making」
- 初回限定盤B - 期間限定視聴動画B「PHOTO Sooting Making」
- 通常盤 - 期間限定視聴動画C「#あけおめAぇ 2024→2025 Making」

### Aぇ! group 1st Album『D.N.A』のリリースイベント&お見送り会
初回限定盤A、初回限定盤B、通常盤のCDケースの帯裏に記載されているシリアルナンバーを用いて応募した人の中から抽選で招待される。同じシリアルナンバーを用いて形態別となる特典動画も視聴可。
A賞：【抽選特典】Aぇ! group 1st Album『D.N.A』のリリースイベント&お見送り会会場にご招待！
- 2025年5月19日（月）東京都内某所 第1部/第2部（4,000名当選予定）
- 2025年5月20日（火）大阪府内某所 第1部/第2部（3,000名当選予定）

B賞：【全員特典】ストリーミング配信視聴
上記のリリースイベントの模様が後日期間限定で視聴できる。

## 収録内容
クレジット出典

### CD
全形態共通。14曲目は通常盤のみ収録。
1. Hello［4:20］
作詞・作曲：内田直孝 / 編曲：Peach
本作のリード曲[27]。
2. 《A》BEGINNING［3:54］
作詞：Ryosuke Kawashima / 作曲：RYOSAKUMA / 編曲：RYOSAKUMA、大西省吾
3. 脳内ラプソディー［3:51］
作詞：Sarari Matsubara / 作曲・編曲：大西省吾
4. Wonderful!!［3:13］
作詞・作曲・編曲：川口進
5. ばんざいデスコ［4:12］
作詞・作曲：前山田健一 / 編曲：大西省吾
6. 常夜灯［3:57］
作詞・作曲：Shogo Nakayama / 編曲：Takafumi"CO-K"Kokei、Shogo Nakayama
7. AKAN［3:35］
作詞・作曲：Ayumu Imazu / 編曲：Ayumu Imazu、エズミ・モリ
大阪のルーツが随所に感じられる楽曲[21]。YouTubeではレコーディングMVも公開された[31]。
8. ROCK'NPOP［3:59］
作詞：Ryosuke Kawashima / 作曲・編曲：SAKUMARYO
アニメ映画『ヨウゼン』日本語吹替版主題歌[32]。
9. Colorful Days［3:59］
作詞：Takashi Asano、pw.a / 作曲： pw.a、Takashi Asano、緒方友美 / 編曲： pw.a、Takashi Asano
「CAKE LINK」CMソング[33]。
キラキラしたイントロから始まる楽曲[8]。2月4日21:00にYouTubeでプレミア公開されたMVも[29]、グループがこれまで制作してきたものとは異なるキュートな作品に仕上がっており[8]、SNSでは「かわいすぎる！」と多くの反響を集めた[34]。その後、2月7日にはDance Practice映像も公開された[34]。
10. Aぇ You Ready？［4:08］
作詞・作曲：Masaya Sano、Seiji Takagi / 編曲：Masaya Sano、Seiji Takagi、Peach
タイトルは結成1年目のころに企画されたものの、コロナ禍で中止となってしまったライブの副題からとられた[35]。作詞作曲を担当した佐野がメンバーのレコーディングのディレクションも行った[25]。
11. やったろかぃ!［3:18］
作詞・作曲：成本智美 / 編曲：Takuma Sogi
12. 咆哮［3:44］
作詞：久保田敬也 / 作曲：久保田敬也、宮崎諒 / 編曲：宮崎諒
13. Gotta Be［4:05］
作詞：Seiji Takagi、Peach / 作曲：oni、Seiji Takagi、Peach / 編曲：oni、Peach
14. 僕らAぇ! groupって言いますねん!!!!!［3:41］ ※通常盤のみ
作詞：Aぇ! group / 作曲：Masaya Sano / 編曲：大西省吾
グループ初の単独アリーナコンサート「西からAぇ! 風吹いてます！〜おてんと様も見てくれてますねん LIVE2022〜」で初披露されたAぇ! groupの自己紹介ソング[36]。本作のために再録された[27]。

### Blu-ray/DVD

#### 初回限定盤A
- 「Hello」Music Video
- 「Hello」Music Video Making
撮影風景の他、楽曲について語るメンバーの姿も収録されている[37]。
- 「Colorful Days」Music Video
- 「Colorful Days」Music Video Making
- 「《A》BEGINNING」Music Video
- 「Gotta Be」Music Video

#### 初回限定盤B
- Aぇ! group Acoustic Live Sessions
  - 《A》BEGINNING
  - アエテオドル
  - しあわせもん。
- Aぇ! group Acoustic Live Sessions Making
アコースティックライブまでの練習風景などを収録[26]。
- Behind The Scenes of 「D.N.A」

## チャート成績
オリコンでは2025年3月3日付「オリコン週間アルバムランキング」で初週24.7万枚を売り上げ、初登場1位を獲得。また、このCD売上枚数のポイントのみで同日付の合算アルバムでも1位を獲得した。
Billboard JAPANでも当週263,798枚を売り上げ、"Top Albums Sales"および"Hot Albums"でともに首位を獲得した。